# Oficerski Yacht Club w Augustowie

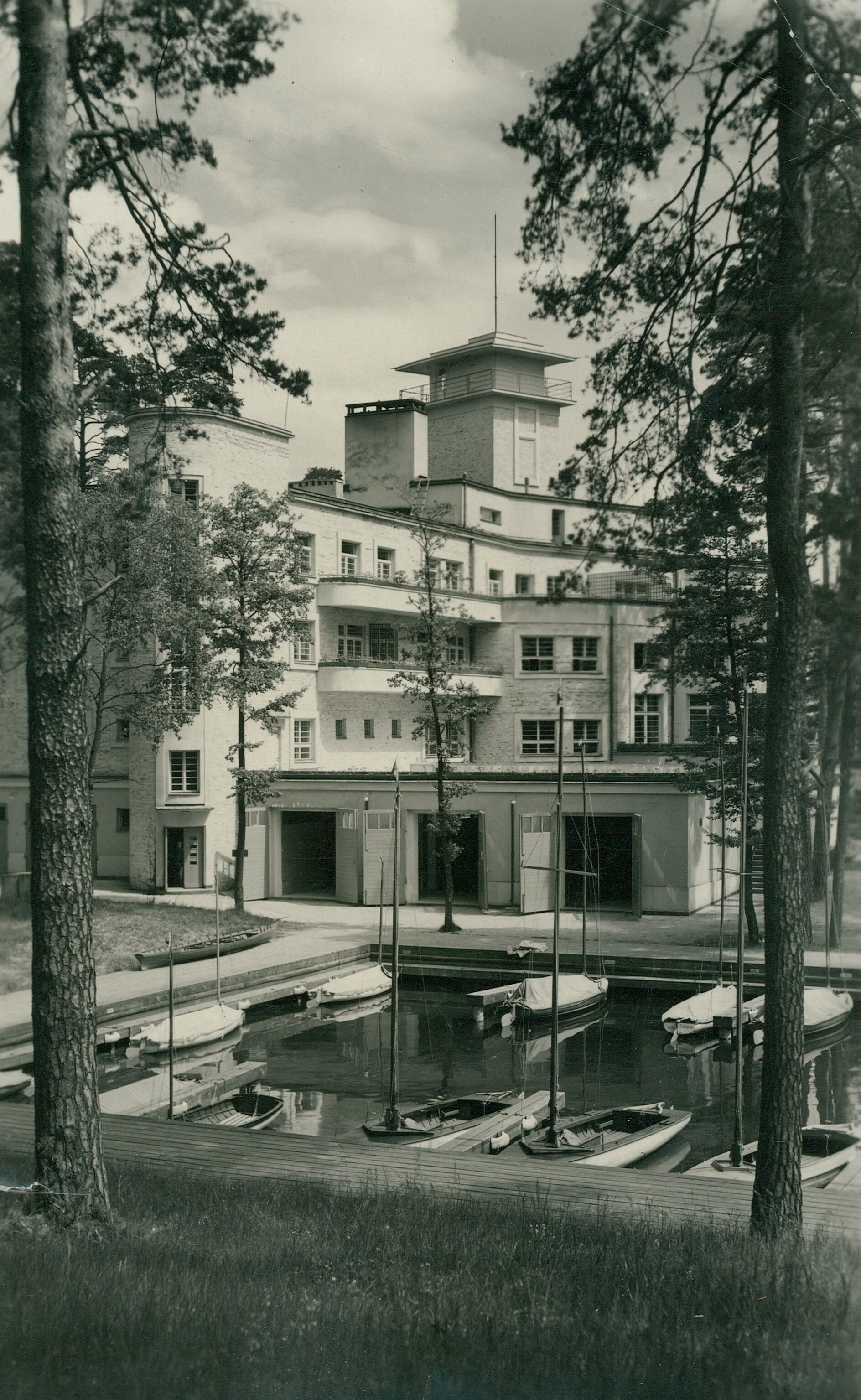
Oficerski Yacht-Club w 1935, fot. Judel Rotsztejn

Oficerski Yacht Club w Augustowie − zabytkowy obiekt turystyczny w Augustowie.
Budynek położony jest nad Jeziorem Białym Augustowskim na półwyspie Pień przy zatoce Orzechówka w części miasta nazywanej Klonownica. W sąsiedztwie znajduje się linia kolejowa nr 40 oraz przystanek kolejowy Augustów Port.

## II Rzeczpospolita
Obiekt dla Oficerskiego Yacht Klubu RP w Warszawie – Oddział w Augustowie zaprojektował w stylu modernistycznym architekt Juliusz Nagórski. Budynek w stanie surowym postawiono w 1934, a oddano do użytku w 1935. Prace przy stanie surowym zajęły jedynie dwa miesiące (20 września – 20 listopada 1934). Do budowy użyto 1,6 mln cegieł 650 ton cementu, 90 ton wapna, 55 ton belek żelaznych, a także spore ilości kamienia, żwiru, piasku i drewna. Przy pracach zatrudniano około 400 osób. Koszt budowy wyniósł około 290 tys. złotych.
Pracami budowlanymi kierował inż. Stanisław Domaszewski, zaś wykonywała je firma H. Prudowskiego z Grodna.
Poszczególne części obiektu miały wysokość 10, 15 i 20 metrów, zaś grubość murów wynosiła od 69 cm na pierwszej kondygnacji do 55 cm na wyższych kondygnacjach. Główna część budynku miała pełnić funkcje reprezentacyjne i towarzyskie – znalazła się w niej sala balowa o wysokości 7 metrów, czytelnia, hall, pokoje brydżowe i towarzyskie. Wszystkie pokoje miały wyjścia na półkoliste werandy z widokiem na jezioro i las. W centralnej części budynku znajdowała się wieża, w której miał zostać umieszczony zbiornik na wodę.
Kubatura obiektu wynosiła 12 tys. m³, zaś długość 130 metrów. W budynku znajdowały się sale towarzyskie, 80 pokojów mogących pomieścić 150 osób (40 pokojów mieszkalnych wyższej klasy i pokoje niższej klasy w części sportowej), biblioteka, łazienki, tarasy. Obok głównego gmachu znajdował się budynek z salami klubowymi, a także port i hangary na sprzęt wodny.
Przystań ośrodka wykonano w miejscu dawnego bagna pogłębionego na 1,8 metra, w którym następnie pluton saperów mostowych i elektrotechnicznych wbił pale pod pomosty przy użyciu kafara elektrycznego, zasilanego ze stacji zainstalowanej na miejscu.
W ośrodku odpoczywali m.in. Walery Sławek, Janusz Jędrzejewicz, Edward Rydz-Śmigły i Józef Beck. W marcu 1938 odbyła się w nim konferencja polsko-litewska, poprzedzająca nawiązanie stosunków dyplomatycznych.

## Po II wojnie światowej
Po II wojnie światowej w obiekcie ulokowano Wojskowy Dom Wypoczynkowy. Obecnie mieści się w nim ośrodek turystyczny o nazwie Oficerski Yacht Club R.P. Pacific WDW.
Dowódcy WDW
- płk. Tadeusz Bełza – w latach 1973–1980

W roku 1999 zespół obiektów Yacht Clubu został wpisany do rejestru zabytków. W skład zespołu wchodzą:
- budynek Yacht Clubu
- drewniana portiernia
- budynek przystani, tzw. Biały Domek (po drugiej stronie zatoki)
- park leśny